# Привіт, друзі!
Привіт, друзі! (ісп. Saludos Amigos) — мультиплікаційний фільм, спродюсований Волтом Діснеєм і випущений RKO Radio Pictures. Є шостим «класичним» повнометражним мультфільмом створеним студією «Walt Disney Productions», і так як його тривалість складає 42 хвилини, серед них є найкоротшим. «Салют, друзі!» перший з шести «пакетних» мультфільмів, створених студією Діснея в 1940-і роки.
Дія мультфільму розгортається в Латинській Америці і складається з чотирьох сегментів. У двох з них бере участь Дональд Дак і в одному — Гуфі. В останньому сегменті вперше з'являється новий диснеївський персонаж — бразильський папуга Жозе Каріока.
Прем'єра мультфільму відбулася 24 серпня 1942 року в Ріо-де-Жанейро; в США він був випущений 6 лютого 1943 року. Його успіх підштовхнув на створення ще одного мультфільму про Латинську Америку — «Три кабальєро», який вийшов через два роки, після «Салют, друзі!».